# Kolozija (literatura)
Zaplet v stopnjah ali kolozija (latinsko collisio, navzkrižje, trčenje) je del t. i. dramskega tikotnika, ki ga je v svojem delu  »Tehnika drame« (Technik des Dramas) postavil Gustav Fraytag.
V dramskem tekstu zaplet v stopnjah ali kolozija veča zanimanje za vsebino in osredotoča gledalčevo pozornost na razvoj dramatskega boja. Junak zadene ob prve ovire. Dramatična nasprotja naraščajo, boj se zaostruje, napetost se veča. Razni drugi dogodki boj še pospešijo in zapletejo v nevidezno junakovo korist.
Primer: Shakespeare, Julij Cezar.
Republikanci sklenejo zoper Cezarja zaroto: nameravajo ga usmrtiti. Na čelu zarotnikov stoji Cezarjev osebni sovražnik Kasij. (Prva stopnja zapleta.) Za izvršitev svojega naklepa pridobe tudi plemenitega Bruta  čeprav  je Cezarjev prijatelj,se odloči za ta korak, ker je prepričan, da bo Cezarjeva prinesla korist državi in da bo s tem uničen tudi Cezarjev duh. (Druga stopnja zapleta.) Kasij predlaga, da bi poleg Cezarja umorili še njegovega naravnega privrženca in zvitega spletkarja Antonija, toda lahkoverni Brut to zavrne. (Tretja stopnja zapleta.)